# Litteraturåret 1887

## Priser och utmärkelser
- Kungliga priset – Martin Weibull

## Nya böcker

### A – G
- El anacronópete av Enrique Gaspar[1]
- Bettys formynder av Alexander Kielland
- Et Samliv av Jonas Lie
- Fru Marianne av Victoria Benedictsson
- Fädernas gudasaga (mytologi) av Viktor Rydberg
- Genom Persien, Mesopotamien och Kaukasien av Sven Hedin

### H – N
- Jorden av Émile Zola
- Hemsöborna av August Strindberg
- Horla av Guy de Maupassant
- Kampen för lyckan av Anne Charlotte Leffler och Sonja Kovalevski
- Marit Vallkulla av Albert Ulrik Bååth
- Mont Oriol av Guy de Maupassant

### O – Ö
- På landsbygden av Alfhild Agrell
- Sankt Hans fest av Alexander Kielland
- Sensitiva amorosa av Ola Hansson

## Födda
- 5 januari – Clifford Grey (död 1941), brittisk skådespelare, författare och manusförfattare.
- 10 januari – Robinson Jeffers (död 1962), amerikansk poet.
- 3 februari – Georg Trakl (död 1914), österrikisk författare.
- 5 februari – Albert Paris Gütersloh (död 1973), österrikisk författare, bildkonstnär, skådespelare och regissör.
- 18 februari – Harriet Löwenhjelm (död 1918), svensk konstnär och lyriker.
- 22 april – James Norman Hall (död 1951), amerikansk författare.
- 24 april – Lorentz Bolin (död 1972), svensk biolog och författare.
- 15 maj – Gertrud Lilja (död 1984), svensk författare.
- 22 maj – Arthur Cravan (död 1918), franskspråkig, schweizisk boxare och poet.
- 31 maj – Saint-John Perse (död 1975), fransk författare, nobelpristagare 1960.
- 30 juli – Gunnar Cederschiöld (död 1949), svensk konstnär och författare.
- 1 september – Blaise Cendrars (död 1961), franskspråkig, schweizisk poet.
- 6 oktober – Charles-Édouard Jeanneret (död 1965),  fransk-schweizisk arkitekt, konstnär och författare.
- 12 oktober – Paula von Preradović (död 1951), kroatisk och österrikisk författare.
- 24 december – Ernst Klein (död 1937), svensk författare, journalist och museiintendent.

## Avlidna
- 19 februari – Multatuli (född 1820), nederländsk författare.
- 15 augusti – Meïr Aron Goldschmidt (född 1819), dansk författare.
- 20 augusti – Jules Laforgue (född 1860), fransk poet.
- 19 november – Emma Lazarus (född 1849), amerikansk poet.

### Fotnoter
1. ↑  Westcott, Kathryn (9 april 2011). ”HG Wells or Enrique Gaspar: Whose time machine was first?”. BBC News. http://www.bbc.co.uk/news/mobile/world-europe-12900390. Läst 9 april 2011.